# Xanthoparmelia diacida
Xanthoparmelia diacida är en lavart som beskrevs av Hale. Xanthoparmelia diacida ingår i släktet Xanthoparmelia och familjen Parmeliaceae.   Inga underarter finns listade i Catalogue of Life.